# Dendrosoter
Dendrosoter is een geslacht van insecten uit de orde vliesvleugeligen (Hymenoptera) en de familie schildwespen (Braconidae).

## Soorten
- D. caenopachoides Ruschka, 1925
- D. camerunus Enderlein, 1912
- D. curtisii (Ratzeburg, 1848)
- D. chansleri Marsh, 1967
- D. elegans Nixon, 1939
- D. enervatus Marsh, 1965
- D. hainanicus Belokobylskij, 2010
- D. hartigii (Ratzeburg, 1848)
- D. integer Muesebeck, 1938
- D. interstitialis Szepligeti, 1907
- D. labdacus Nixon, 1939
- D. middendorffii (Ratzeburg, 1848)
- D. niger Szepligeti, 1914
- D. olynthus Nixon, 1939
- D. orithylus Nixon, 1939
- D. pallidistigma Nixon, 1939
- D. protuberans (Nees, 1834)
- D. scaber Muesebeck, 1938
- D. scolytivorus (Viereck & Rohwer, 1913)
- D. sipius Nixon, 1939
- D. sulcatus Muesebeck, 1938
- D. thelepte Nixon, 1939